# Китайські піраміди

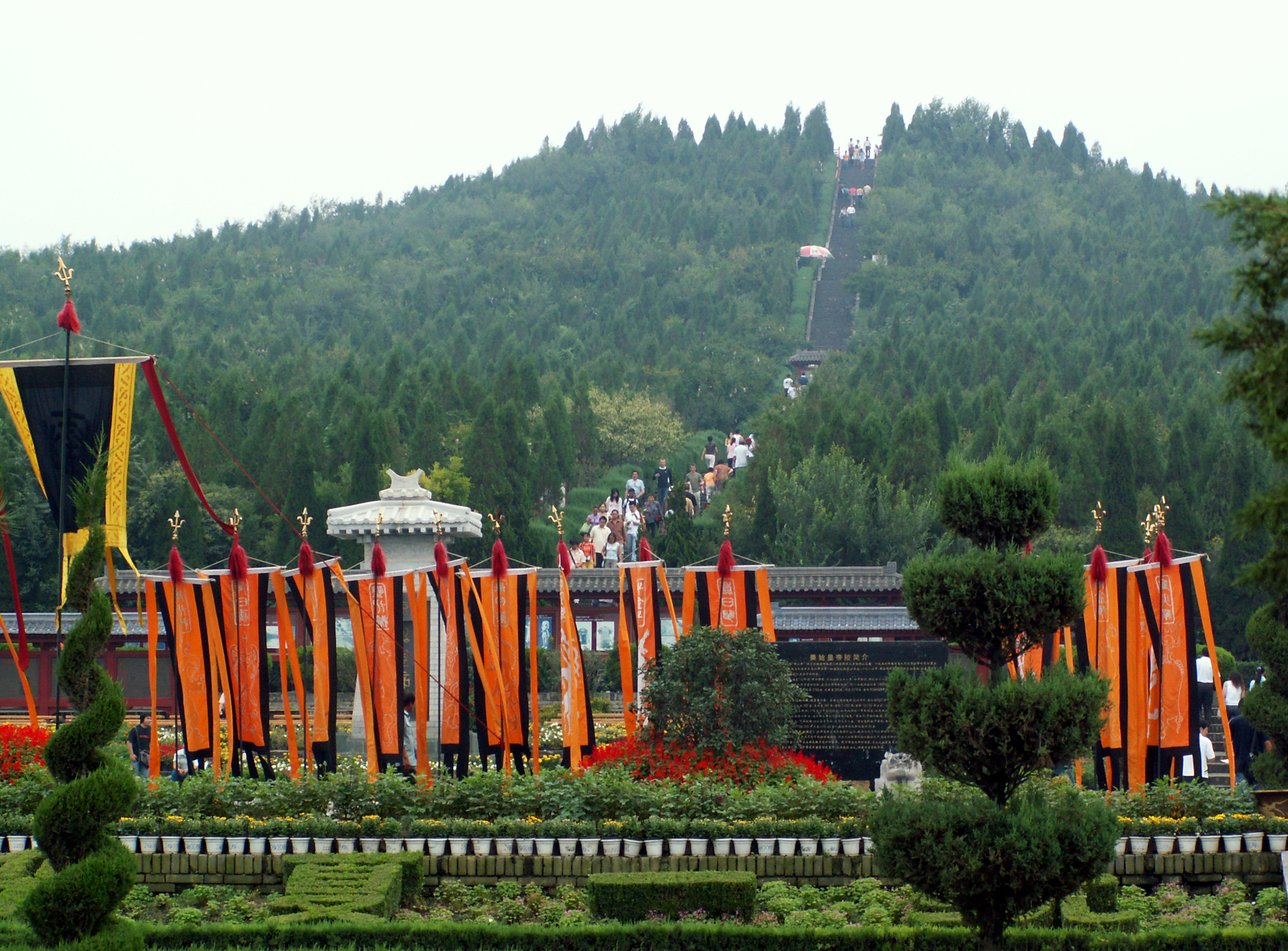
Надгробний курган першого імператора Китаю, Цинь Шихуанді

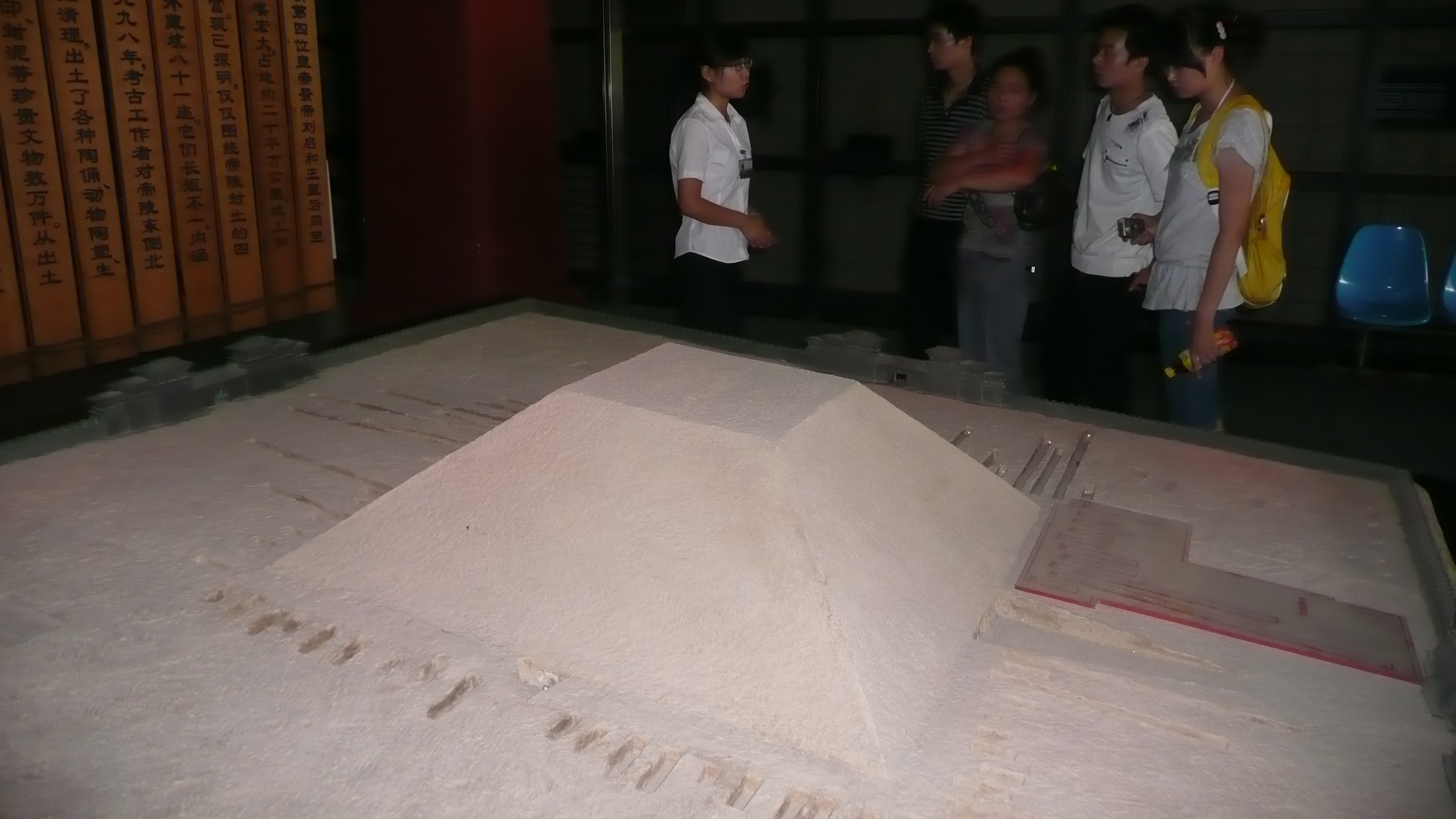
Модель китайської піраміди

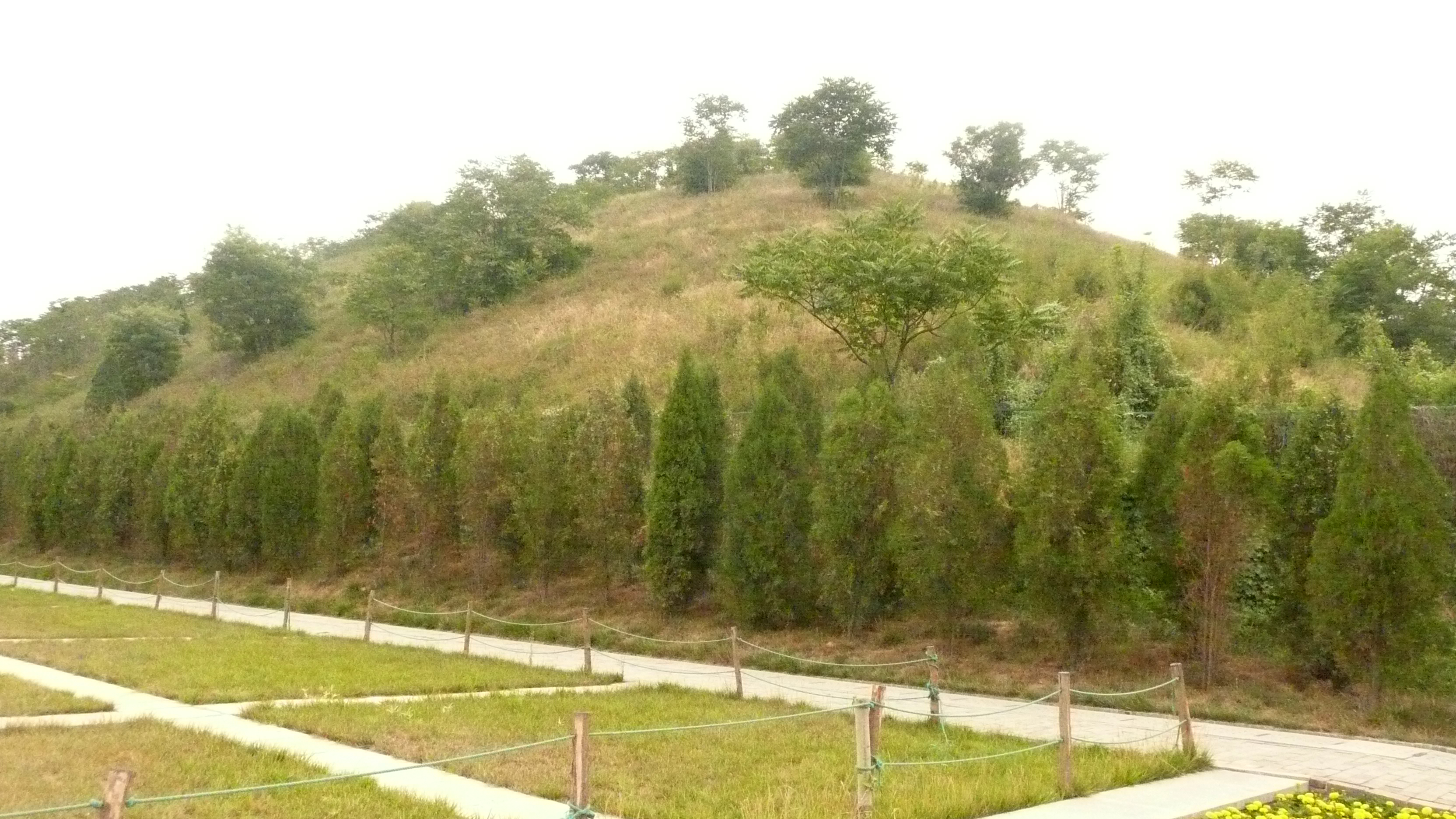
Надгробний курган часів династії Хань, Мавзолей Янлін

Китайські піраміди — комплекс стародавніх поховань (курганів), що включає близько 100 пам'яток. Більшість будівель розташовані в радіусі 100 км від міста Сіань провінції Шеньсі.

## Відкриття пірамід
Дані про існування китайських пірамід прийшла двома хвилями. Перші відомості про існування «Білої Піраміди» були доставлені в 1945 р. пілотами США, подальша розвідка підтвердила існування пірамідальних пагорбів північніше міста Сіань. За офіційною інформацією китайської влади піраміди є похоронними курганами правителів західної династії Хань. До середини 1980-х років китайські піраміди залишалися поза увагою світової громадськості і лише потім стала з'являтися більш докладна інформація щодо них. Найвідомішими є курган Маолін і мавзолей імператора Цінь Ши Хуан-ді, який, при 350 м довжини основи і 200 м висоти (вище всесвітньовідомої піраміди Хеопса, що має лише 146 м), став місцем розкопки знаменитої Теракотової армії.
Насправді китайські піраміди є курганами, які століттями використовувалися і в сільськогосподарських цілях. На противагу їм єгипетські піраміди є пірамідальними будовами з піком, що мають перекриття з каменю або глини, наповнені піском. Китайські піраміди мають зрізану вершину і засаджені гранатовими деревами; за століття свого існування вони втратили свої обриси і виглядають як невеликі пагорби. До цих пір жодна з китайських пірамід не була відкрита повністю, розкопки обмежуються місцями з посмертними дарами.
Китайські піраміди, включаючи мавзолей Янлін династії Хань, відкриті для огляду і більш не знаходяться в так званих «заборонених зонах». Деякі з них мають власні музеї.

## Список китайських пірамід
Die Große Weiße Pyramide, wie sie von Sheahen beschrieben wurde, bleibt aber weiterhin unentdeckt.

### Імператорські мавзолеї західної династії Хань
- Han Changling (汉 长陵) — Mausoleum des Kaisers Gao Zu (Liu Bang, 206–195 v. Chr.)
- Han Anling (汉 安陵) — Mausoleum des Kaisers Hui Di (Liu Yin, 195–188 v. Chr.)
- Han Yangling (汉阳陵) — Mausoleum des Kaisers Jing Di (Liu Qi, 157–141 v. Chr.)
- Han Maoling (汉 茂陵) — Mausoleum des Kaisers Wu Di (Liu Che, 141-87 v. Chr.)
- Han Pingling (汉 平陵) — Mausoleum des Kaisers Zhao Di (Liu Foling, 87-74 v. Chr.)
- Han Weiling (汉 渭 陵) — Mausoleum des Kaisers Yuan Di (元帝) (Liu Shi, 49-33 v. Chr.)
- Han Yanling (汉 延陵) — Mausoleum des Kaisers Cheng Di (成帝) (Liu Ao, 33-7 v. Chr.)
- Han Yiling (汉 义 陵) — Mausoleum des Kaisers Ai Di (哀帝) (Liu Xin, 7-1 v. Chr.)
- Han Kangling (汉 康 陵) — Mausoleum des Kaisers Ping Di (平 帝) (Liu Kan, 0-5 n. Chr.)
- Han Baling (汉 霸陵) — Mausoleum des Kaisers Wen Di (文帝) (Liu Heng, 180–157 v. Chr.)
- Han Duling (汉 杜陵) — Mausoleum des Kaisers Xuan Di (宣帝) (Liu Xun, 74-49 v. Chr.)
- Nanling (薄 太后 南陵) — Mausoleum der Kaiserwitwe Bo (薄 太后) des Han-Kaisers Gao Zu und Mutter von Wen Di
- Mausoleum der Kaiserin Dou (窦 皇后) des Kaisers Wen Di

### Mausoleen von Kaisern der Tang-Dynastie[2]
- Xianling (献陵)[3] — Mausoleum des Kaisers Gaozu (高祖)
- Duanling (端 陵)[4] — Mausoleum des Kaisers Wuzong (武宗)
- Zhuangling (庄 陵)[5] — Mausoleum des Kaisers Jingzong (敬宗)
- Jingling (靖 陵)[6] — Mausoleum des Kaisers Xizong (僖 宗).

### Інші східні піраміди
- Mausoleum Qín Shǐhuángdìs
- Pyramide aus der Inneren Mongolei (ein Kilometer nördlich der Großgemeinde Sijiazi im Aohan-Banner)
- Pyramide der Zusammenkunft (Tibet)
- Zangkunchong Stufenpyramide (Ziban)

## Ресурси Інтернету
- Долина Китайських Пірамід [Архівовано 4 Грудня 2012 у Wayback Machine.]
- Піраміди в Китаї [Архівовано 19 Жовтня 2013 у Wayback Machine.]
- EarthQuest — Pyramids of China [Архівовано 16 Травня 2008 у Wayback Machine.]
- Die Pyramiden von Xian [Архівовано 30 Червня 2014 у Wayback Machine.]
- GEO: У пошуках Білої Піраміди[недоступне посилання з липня 2019]
- Телепрограма «Навколо Світу»: Китай. Сіань.
- 109.022355 & spn = 0.027515,0.055747 & t = h & z = 15 Китайські Піраміди: Вид c GoogleMaps

## Фільмографія
- «Одкровення пірамід» (англ. The Revelation of the Pyramids) — документальний фільм, знятий Felix Altmann Productions в 2009 р.
- "Стародавні секрети. Втрачені китайські піраміди "(англ. Ancient Secrets. China's Lost Pyramids) — документальний фільм, знятий National Geographic в 2010 р.